# Sergej Šavlo
Sergej Dmitrievič Šavlo (in russo Сергей Дмитриевич Шавло?, traslitterazione anglosassone Sergey Dmitriyevich Shavlo; Nikopol, 4 settembre 1956) è un ex calciatore russo, di ruolo centrocampista.

## Carriera

### Club
Debutta nel 1975 con la maglia dello Daugava Riga.

### Nazionale
Con la Nazionale sovietica ha vinto la medaglia di bronzo alle Olimpiadi del 1980.